# باشگاه فوتبال کانوی ایسلند
باشگاه فوتبال کانوی ایسلند (به انگلیسی: Canvey Island Football Club) یک باشگاه فوتبال در جزیره کانوی، کشور انگلستان است که در سال ۱۹۲۶ میلادی تأسیس شده‌است.

این باشگاه هم اکنون در لیگ ایستمان (بخش شمالی) به رقابت می پردازد. 